# Nage (langue)
Pour les articles homonymes, voir Nage.
Le nage (prononcé, nage) est une langue austronésiennes de la branche malayo-polynésienne parlée dans le centre de l'île indonésienne de Florès, sur les flancs nord et ouest du volcan Ebu Lobo.

## Classification
Le nage appartient aux langues bima-sumba, un des sous-groupes du malayo-polynésien central.